# Capital (sieć radiowa)
Capital (zapis stylizowany: CAPITAL) – brytyjska, komercyjna sieć radiowa założona w 2011 roku. Dziewięć z jedenastu stacji należą do holdingu Global, natomiast dwie inne są własnością firmy Communicorp UK ze względu na umowy franczyzowe. Według raportu z czerwca 2018 roku, grupą docelową radia są głównie osoby w wieku od 15 do 34 lat, wraz z liczbą 7,4 mln słuchaczy w ciągu tygodnia. Capital FM zawiera rozszerzoną playlistę zawierającą utwory wydane w dwuletnim lub rocznym okresie, która zmienia się co tydzień. W przeciwieństwie do BBC Radio 1, owa rozgłośnia nie gra muzyki alternatywnej, rockowej, czy również klasycznej.

## Lokalizacje stacji nadawczych
- Anglesey – 103 MHz
- Birmingham – 102,2 MHz
- Blackburn – 99–107 MHz
- Brighton – 107,2 MHz
- Burnley – 99–107 MHz
- Chester – 103,4 MHz
- Derbyshire – 102,8 MHz
- East Yorkshire – 105 MHz
- Edynburg – 105–106 MHz
- Glasgow – 105–106 MHz
- Gwynedd – 103 MHz
- Leicestershire – 105,4 MHz
- Liverpool – 107,6 MHz
- Londyn – 95,8 MHz
- Manchester – 102 MHz
- Nottinghamshire – 96,2–96,5 MHz
- Pendle – 99/107 MHz
- Preston – 99–107 MHz
- South Yorkshire – 105 MHz
- Teesside – 105–106 MHz
- Tyne and Wear – 105–106 MHz
- West Yorkshire – 105 MHz
- Wirral – 97,1 MHz
- Wrexham – 103,4 MHz

## Najpopularniejsi prezenterzy
- Will Cozens (Capital Weekends, programy całonocne od poniedziałku do środy)
- Rob Ellis (Capital Drivetime, Manchester i Lancashire)
- Vick Hope (Capital Breakfast, od poniedziałku do piątku)
- Jimmy Hill (The Capital Evening Show)
- Marvin Humes (The Capital Late Show)
- Roman Kemp (Capital Breakfast, od poniedziałku do piątku)
- Will Manning (The Official Big Top 40)
- Anton Powers (wieczory od czwartku do piątku, Liverpool)
- Graeme Smith (Capital Drivetime, Liverpool)

## Wydarzenia
W pierwszą lub drugą sobotę czerwca ma miejsce festiwal Summertime Ball, organizowany na stadionie Wembley, a także w grudniu Jingle Bell Ball, odbywające się na londyńskiej O2 Arenie. Ów stacja radiowa jest także partnerem Fusion Festival w Liverpoolu.